# Ukonsaari (ö i Norra Savolax, Varkaus, lat 62,24, long 28,36)
Ukonsaari är en ö i Finland. Den ligger i sjön Haukivesi och i kommunen Varkaus i den ekonomiska regionen  Varkaus ekonomiska region  och landskapet Norra Savolax, i den sydöstra delen av landet, 290 km nordost om huvudstaden Helsingfors. Öns area är 4,4 hektar och dess största längd är 330 meter i sydöst-nordvästlig riktning.